# Вашингтон (округ, Мен)
Шаблон:StateAbbr_ 44°56′24″ пн. ш. 67°33′01″ зх. д. / 44.940006° пн. ш. 67.550331° зх. д.
Округ Вашингтон (англ. Washington County) — округ (графство) у штаті Мен, США. Ідентифікатор округу 23029.

## Історія
Округ утворений 1790 року.

## Демографія
За даними перепису
2000 року
загальне населення округу становило 33941 осіб, зокрема міського населення було 2618, а сільського — 31323.
Серед мешканців округу чоловіків було 16576, а жінок — 17365. В окрузі було 14118 домогосподарств, 9304 родин, які мешкали в 21919 будинках.
Середній розмір родини становив 2,84.
Віковий розподіл населення поданий у таблиці:
| Стать    | До 15 років | 15-21 | 22-29 | 30-39 | 40-49 | 50-65 | 65-85 | Понад 85 |
| -------- | ----------- | ----- | ----- | ----- | ----- | ----- | ----- | -------- |
| Чоловіки | 3162        | 1602  | 1391  | 2204  | 2666  | 3042  | 2296  | 213      |
| Жінки    | 3104        | 1562  | 1413  | 2281  | 2659  | 2999  | 2854  | 493      |

## Адміністративний поділ

### Міста
- Кале
- Істпорт

### Містечка
- Еддісон
- Александер
- Бейлівілл
- Baring Plantation
- Білс
- Беддінгтон
- Шарлотт
- Черріфілд
- Codyville
- Коламбія
- Коламбія-Фоллс
- Купер
- Крофорд
- Катлер
- Данфорт
- Деблуа
- Деннісвілл
- Іст-Мачиас
- Grand Lake Stream
- Гаррінгтон
- Гаррінгтон
- Джонспорт
- Любек

## Виноски
1. ↑  U.S. Decennial Census. United States Census Bureau. Архів оригіналу за 19 липня 2018. Процитовано 7 вересня 2014.
2. ↑  Historical Census Browser. University of Virginia Library. Архів оригіналу за 11 серпня 2012. Процитовано 7 вересня 2014.
3. ↑  Population of Counties by Decennial Census: 1900 to 1990. United States Census Bureau. Архів оригіналу за 23 січня 2015. Процитовано 7 вересня 2014.
4. ↑  Census 2000 PHC-T-4. Ranking Tables for Counties: 1990 and 2000 (PDF). United States Census Bureau. Архів оригіналу (PDF) за 18 грудня 2014. Процитовано 7 вересня 2014.
5. ↑  State & County QuickFacts. United States Census Bureau. Архів оригіналу за 22 липня 2011. Процитовано 19 серпня 2013.(англ.) Наведено за англійською вікіпедією.
6. ↑  American FactFinder. Бюро перепису населення США. Архів оригіналу за 26 лютого 2012. Процитовано 31 січня 2008.

| США | Це незавершена стаття з географії США. Ви можете допомогти проєкту, виправивши або дописавши її. |